# دواين واشنطن (كرة سلة)
دواين واشنطن (بالإنجليزية: Dwayne Washington)‏ مواليد 06 يناير 1964 في بروكلين - الوفاة 20 أبريل 2016، كان لاعب كرة سلة أمريكي بدأ مسيرته الاحترافية في سنة 1986. تم اختياره من قبل فريق بروكلين نتس خلال الدرافت. بلغ طوله 6 قدم 2 بوصة (1.9 م). اعتزل اللعب في 1991.

## روابط خارجية
- دواين واشنطن على موقع الاتحاد الدولي لكرة السلة (الإنجليزية)
- دواين واشنطن على موقع إن بي أي (الإنجليزية)
- دواين واشنطن على موقع سبورتس رفرنس (الإنجليزية)
- دواين واشنطن على موقع كلية كرة السلة في سبورتس رفرنس.كوم (الإنجليزية)
- دواين واشنطن على موقع ريلجم (الإنجليزية)
- دواين واشنطن على موقع بروبوليرز (الإنجليزية)